# Embleem van Italië
Het embleem van Italië is, samen met de Italiaanse vlag en het volkslied Fratelli d'Italia, het symbool van Italië. Het embleem wordt vaak beschouwd als wapen, maar is dat strikt genomen niet, aangezien bij het ontwerp geen rekening is gehouden met regels uit de heraldiek.

## Ontwerp en symboliek
Het embleem toont een witte vijfpuntige ster met een rode rand, met op de achtergrond een tandwiel. Dit tandwiel staat tussen een olijftak (links) en een tak van een eik. De twee takken zijn aan elkaar gebonden door een rood lint waarop in witte letters de tekst "REPVBBLICA ITALIANA" ("Italiaanse Republiek") staat; de V staat hier voor een U in de stijl van oude Romeinse inscripties.
De ster is een oud symbool voor Italië en was sinds 1890 ook een symbool van het Italiaanse koninkrijk. Het stalen tandwiel verwijst naar het eerste artikel van de Italiaanse grondwet, dat stelt: "Italië is een democratische Republiek gebaseerd op arbeid". De olijftak verwijst als vredessymbool naar interne en externe vrede en naar het artikel 11 uit de grondwet, waarin staat dat Italië oorlog verwerpt. De tak van de eik staat voor de kracht en waardigheid van het Italiaanse volk. Eiken en olijfbomen zijn ook karakteristieke elementen van het Italiaanse landschap.

## Geschiedenis
De beslissing om de nieuwe Italiaanse republiek - nadat de monarchie via een referendum afgeschaft werd - van een embleem te voorzien, werd in oktober 1946 genomen door de regering van Alcide De Gasperi. Het ontwerp werd gekozen via een open competitie, met de eis dat de ster in het embleem opgenomen zou worden. Symbolen van politieke partijen werden niet toegestaan. De vijf winnende ontwerpers ontvingen nieuwe eisen: het embleem moest aangevuld worden met een torenkroon, een afbeelding van de zee en de woorden Unità en Libertà ("Eenheid" en "Vrijheid"). Het winnende ontwerp van Paolo Paschetto werd gepresenteerd in februari 1947.
Het gepresenteerde ontwerp werd echter met te weinig waardering ontvangen, waardoor er een nieuwe competitie werd uitgeschreven. Dit resulteerde in het huidige embleem, ook van de hand van Paolo Paschetto. In februari 1948 werd het goedgekeurd door de Grondwetgevende Assemblee, waarna president Enrico De Nicola dit op 5 mei van hetzelfde jaar bevestigde.